# 里歐·梅拉梅德
里歐·梅拉梅德（Leo Melamed，1932年—），猶太人，美國金融家，有「期貨教父」之稱。
1939年因納粹德國而逃到美國。1969年出任美國芝加哥商業交易所（CME）董事長，任內大力推動了現代期貨市場的發展，設立了國際貨幣市場〈IMM〉、股票指數期貨等。